# Enrico Fabris
Enrico Fabris (n. 5 octombrie 1981, Asiago, Veneto, Italia) este un patinator de viteză ce a reprezentat Italia, medaliat olimpic. A participat la 3 ediții ale Jocurilor Olimpice (2002, 2006, 2010) în care a câștigat două medalii de aur și o medalie de bronz.